# Philadelphia United German-Hungarians
United German Hungarians of Philadelphia and Vicinity, mais conhecido como Philadelphia United German-Hungarians, é uma agremiação esportiva e clube social da cidade de Filadélfia, Pensilvânia.  Atualmente disputa a United Soccer League of Pennsylvania, liga afiliada a United States Adult Soccer Association.

## História
Fundado em 1910, o clube foi vice campeão da U.S. Open Cup em 1993. O clube foi fundador em 1959 da United Soccer League of Pennsylvania, liga que permanece até os dias de hoje e que é o maior campeão, com 16 títulos. Em 1965 o clube conquistou a National Amateur Cup.